# Leandra longistyla
Leandra longistyla är en tvåhjärtbladig växtart som beskrevs av Célestin Alfred Cogniaux. Leandra longistyla ingår i släktet Leandra och familjen Melastomataceae. Inga underarter finns listade i Catalogue of Life.